# Wielka Brytania na Zimowych Igrzyskach Olimpijskich 2006
Wielką Brytanię na Zimowych Igrzyskach Olimpijskich 2006 reprezentowało 41 zawodników. Był to dwudziesty start Wielkiej Brytanii na zimowych igrzyskach olimpijskich.

## Wyniki reprezentantów Wielkiej Brytanii

### Biathlon
Mężczyźni
- Tom Clemens

sprint – 78. miejsce
bieg indywidualny – 57. miejsce
Kobiety
- Emma Fowler

sprint – 67. miejsce
bieg indywidualny – 78. miejsce

### Bobsleje
Mężczyźni
- Lee Johnston, Dan Humphries

dwójka – 15. miejsce
- Lee Johnston, Martin Wright, Karl Johnston, Dan Humphries

czwórka – 17. miejsce
Kobiety
- Nicola Minichiello, Jackie Davies

dwójka – 9. miejsce

### Curling
Mężczyźni
- David Murdoch, Ewan McDonald, Warwick Smith, Euan Byers, Craig Wilson – 6. zwycięstw, 3. porażki – 4. miejsce

Kobiety
- Rhona Martin, Jacqueline Lockhart, Kelly Wood, Lynn Cameron, Deborah Knox – 5. zwycięstw, 4 porażki – 5. miejsce

### Łyżwiarstwo figurowe
Pary taneczne
- Sinéad Kerr, John Kerr – 10. miejsce

### Narciarstwo alpejskie
Mężczyźni
- Alain Baxter

slalom – 16. miejsce
- Noel Baxter

slalom – 20. miejsce
kombinacja – 14. miejsce
- Roger Cruickshank

supergigant – 37. miejsce
zjazd – 37. miejsce
- James Leuzinger

slalom – DNF
- Finlay Mickel

zjazd – 25. miejsce
supergigant – 22. miejsce
Kobiety
- Chemmy Alcott

zjazd – 11. miejsce
supergigant – 19. miejsce
slalomgigant – 22. miejsce
kombinacja – DSQ

### Saneczkarstwo
Mężczyźni
- Mark Hatton

singiel – 35. miejsce
- Adam Rosen

singiel – 16. miejsce

### Short track
Mężczyźni
- Jon Eley

500m – 5. miejsce
1 000m – 17. miejsce
1 500m – 13. miejsce
- Paul Stanley

500m – 20. miejsce
1 000m – 19. miejsce
Kobiety
- Sarah Lindsay

500m – 8. miejsce
1 000m – 16. miejsce
1 500m – 15. miejsce
- Joanna Williams

500m – 19. miejsce

### Skeleton
Mężczyźni
- Kristan Bromley – 5. miejsce
- Adam Pengilly – 8. miejsce

Kobiety
- Shelley Rudman –

### Snowboard
Kobiety
- Kate Foster

halfpipe – 20. miejsce
- Lesley McKenna

halfpipe – 33. miejsce
- Zoe Gillings

snowboard cross – 15. miejsce
Mężczyźni
- Dan Wakeham

halfpipe – 26. miejsce